# Pjesma Eurovizije 1979.

Eurovizija 1979. je bila 24. Eurovizija održana 31. ožujka 1979. u Jeruzalemu, Izrael. Voditelji su bili Daniel Pe'er i Yardena Arazi, a događaj je bio priređen u Međunarodnom kongresnom centru. Predstavnici Izraela, Gali Atari i Milk and Honey su bili pobjednici ove Eurovizije s pjesmom "Hallelujah". Ovo je druga u nizu pobjeda Izraela.
Turska je bila prisiljena povući se zbog protesta arapskih zemalja.

## Rezultati
| Broj | Zemlja                 | Jezik       | Pjevač                                   | Pjesma                        | Pozicija | Bodovi |
| ---- | ---------------------- | ----------- | ---------------------------------------- | ----------------------------- | -------- | ------ |
| 1    | Portugal               | portugalski | Manuela Bravo                            | Sobe, sobe, balão sobe        | 9        | 64     |
| 2    | Italija                | talijanski  | Matia Bazar                              | Raggio di luna                | 15       | 27     |
| 3    | Danska                 | danski      | Tommy Seebach                            | Disco Tango                   | 6        | 76     |
| 4    | Irska                  | engleski    | Cathal Dunne                             | Happy Man                     | 5        | 80     |
| 5    | Finska                 | finski      | Katri Helena                             | Katson sineen taivaan         | 14       | 38     |
| 6    | Monako                 | francuski   | Laurent Vaguener                         | Notre vie c'est la musique    | 16       | 12     |
| 7    | Grčka                  | grčki       | Elpida                                   | Sokrati (Σωκράτη)             | 8        | 69     |
| 8    | Švicarska              | njemački    | Peter, Sue, Marc, Pfuri, Gorps and Kniri | Trödler und Co                | 10       | 60     |
| 9    | Njemačka               | njemački    | Dschinghis Khan                          | Dschinghis Khan               | 4        | 86     |
| 10   | Izrael                 | hebrejski   | Gali Atari and Milk and Honey            | Hallelujah                    | 1        | 125    |
| 11   | Francuska              | francuski   | Anne-Marie David                         | Je suis l'enfant soleil       | 3        | 106    |
| 12   | Belgija                | nizozemski  | Micha Marah                              | Hey Nana                      | 18       | 5      |
| 13   | Luksemburg             | francuski   | Jeane Manson                             | J'ai déjà vu ça dans tes yeux | 13       | 44     |
| 14   | Nizozemska             | nizozemski  | Xandra                                   | Colorado                      | 12       | 51     |
| 15   | Švedska                | švedski     | Ted Gärdestad                            | Satellit                      | 17       | 8      |
| 16   | Norveška               | norveški    | Anita Skorgan                            | Oliver                        | 11       | 57     |
| 17   | Ujedinjeno Kraljevstvo | engleski    | Black Lace                               | Mary Ann                      | 7        | 73     |
| 18   | Austrija               | njemački    | Christina Simon                          | Heute in Jerusalem            | 18       | 5      |
| 19   | Španjolska             | španjolski  | Betty Missiego                           | Su canción                    | 2        | 116    |

| Pjesma Eurovizije | Pjesma Eurovizije |
| --- | ----------------- |
| |                   |
| 01956. • 1957. • 1958. • 1959. • 1960. 1961. • 1962. • 1963. • 1964. • 1965. • 1966. • 1967. • 1968. • 1969. • 1970. 1971. • 1972. • 1973. • 1974. • 1975. • 1976. • 1977. • 1978. • 1979. • 1980. 1981. • 1982. • 1983. • 1984. • 1985. • 1986. • 1987. • 1988. • 1989. • 1990. 1991. • 1992. • 1993. • 1994. • 1995. • 1996. • 1997. • 1998. • 1999. • 2000. 2001. • 2002. • 2003. • 2004. • 2005. • 2006. • 2007. • 2008. • 2009. • 2010. 2011. • 2012. • 2013. • 2014. • 2015. • 2016. • 2017. • 2018. • 2019. • 2020. 2021. • 2022. • 2023. • 2024. • 2025. |                   |

| Pjesma Eurovizije | Pjesma Eurovizije |
| --- | ----------------- |
| |                   |
| 01956. • 1957. • 1958. • 1959. • 1960. 1961. • 1962. • 1963. • 1964. • 1965. • 1966. • 1967. • 1968. • 1969. • 1970. 1971. • 1972. • 1973. • 1974. • 1975. • 1976. • 1977. • 1978. • 1979. • 1980. 1981. • 1982. • 1983. • 1984. • 1985. • 1986. • 1987. • 1988. • 1989. • 1990. 1991. • 1992. • 1993. • 1994. • 1995. • 1996. • 1997. • 1998. • 1999. • 2000. 2001. • 2002. • 2003. • 2004. • 2005. • 2006. • 2007. • 2008. • 2009. • 2010. 2011. • 2012. • 2013. • 2014. • 2015. • 2016. • 2017. • 2018. • 2019. • 2020. 2021. • 2022. • 2023. • 2024. • 2025. |                   |